# Большетумановский сельсовет
Большетумановский сельсовет — упразднённое сельское поселение в Арзамасском районе Нижегородской области.
Административный центр — село Большое Туманово.

## История
Упразднён 1 января 2023 года.

## Население
| 2002  | 2010  | 2012  | 2013  | 2014  | 2015  | 2016  |
| ----- | ----- | ----- | ----- | ----- | ----- | ----- |
| 3938  | ↘3683 | ↘3612 | ↘3604 | ↘3507 | →3507 | ↘3480 |
| 2017  | 2018  | 2019  | 2020  | 2021  |       |       |
| ↘3458 | ↘3392 | ↘3352 | ↘3291 | ↘3139 |       |       |

## Состав сельского поселения
В состав сельского поселения входят 7 населённых пунктов:
| № | Населённый пункт | Тип населённого пункта       | Население |
| - | ---------------- | ---------------------------- | --------- |
| 1 | Большое Туманово | село, административный центр | ↘941      |
| 2 | Водоватово       | село                         | ↗1681     |
| 3 | Замятино         | село                         | ↘171      |
| 4 | Малое Туманово   | деревня                      | ↘244      |
| 5 | Пятницы          | село                         | ↘165      |
| 6 | Свободная        | деревня                      | ↘43       |
| 7 | Шерстино         | село                         | ↘438      |